# حشيشة آلاغ المذهبة
حشيشة آلاغ المذهبة وتسمى بالإنجليزية جذر وحيد القرن الذهبي نوع نباتي موطنه جنوب شرق الولايات المتحدة من شرق تكساس وجنوب شرق أُكْلَهُومَة إلى ماريلند.
هي عشبة معمرة تطول نحو 80 سم، أزهارها صغيرة القد خملية النصل لونها إلى الذهبي اللامع. إزهرارها يستمر من حزيران إلى آب، لها شكل جرسي.